# Turquie aux Jeux olympiques d'hiver de 2018
La Turquie participe aux Jeux olympiques d'hiver de 2018 à Pyeongchang en Corée du Sud du 9 au 25 février 2018. Il s'agit de sa dix-septième participation à des Jeux d'hiver.

## Participation
Aux Jeux olympiques d'hiver de 2018, les athlètes de l'équipe de Turquie participent aux épreuves suivantes : 
| Sport               | Hommes | Femmes | Total |
| ------------------- | ------ | ------ | ----- |
| Ski alpin           | 1      | 1      | 2     |
| Ski de fond         | 2      | 1      | 3     |
| Patinage artistique | 1      | 1      | 2     |
| Saut à ski          | 1      | 0      | 1     |
| Total               | 5      | 3      | 8     |